# Georges Claes
Georges Claes (Boutersem, 7 de gener de 1920 - Lovaina, 14 de març de 1994) va ser un ciclista belga que fou professional entre 1939 i 1953.
Durant la seva carrera professional aconseguí una cinquantena de victòries, la majoria de les quals en proves d'un dia. Les victòries més importants foren dues edicions consecutives de la París-Roubaix, el 1946 i 1947.

## Palmarès
- 1941
  - 1r al Gran Premi de la vila de Zottegem
- 1942
  - 1r al Gran Premi Gran Premi 1r de maig d'Hoboken
  - 1r al Stadsprijs Geraardsbergen
  - 1r al Gran Premi Stad Sint-Niklaas
- 1943
  - 1r al Gran Premi Stad Sint-Niklaas
- 1946
  - 1r de la París-Roubaix
- 1947
  - 1r de la París-Roubaix
  - 1r a la Volta a Limburg
- 1949
  - 1r del Circuit de Flandes Oriental